# Centrum (Zwijndrecht)
Het Centrum van Zwijndrecht is een wijk in Zwijndrecht in Nederland, begrensd door de wijken Noord, Kort Ambacht en Walburg.
Het is het oudste gedeelte van Zwijndrecht en ook het gemeentehuis is er gevestigd. De straatnamen zijn er vernoemd naar leden van de koninklijke familie.

## Buurten
Buurt 1 wordt begrensd door de Rotterdamseweg, Koninginneweg, Willem van Oranjelaan en Burgemeester de Bruinelaan. De straten zijn er vernoemd naar leden van de koninklijke familie. In deze buurt is ook het gemeentehuis gevestigd.
Buurt 2 wordt begrensd door de Willem van Oranjelaan, Koninginneweg, Stationsweg en Burgemeester de Bruinelaan. De straten zijn hier, enkele uitzonderingen daargelaten, niet vernoemd naar leden van de koninklijke familie.
Buurt 3 wordt begrensd door de Burgemeester de Bruinelaan, Stationsweg, Ringdijk en Rotterdamseweg. De kerk en het kerkhof hier vormen het oudste deel van Zwijndrecht. De straten zijn ook hier vernoemd naar leden van de koninklijke familie.